# Aufklärungsgeschwader 12
La Aufklärungsgeschwader 12 (12e escadron de reconnaissance) est une unité de reconnaissance aérienne de la Luftwaffe (Wehrmacht) renommée avant le début de la Seconde Guerre mondiale. 

## Organisation
Formée le 1er novembre 1938 à Münster-Loddenheide (Luftflotte 2) pour contrôler les groupes suivants :
- Aufklärungsgruppe 12
- Aufklärungsgruppe 22

Le 26 août 1939, l'unité est redésignée Koluft 14.
Geschwaderkommodore (Commandant de l'escadron) :
| Début             | Fin          | Grade | Nom |
| ----------------- | ------------ | ----- | --- |
| 1er novembre 1938 | 26 août 1939 | ?     | ?   |